# Phaeochroa cuvierii
Phaeochroa cuvierii là một loài chim trong họ Chim ruồi.

## Phân loài
- Phaeochroa cuvierii berlepschi (Hellmayr, 1915)
- Phaeochroa cuvierii cuvierii (Delattre & Bourcier, 1846)
- Phaeochroa cuvierii furvescens (Wetmore, 1967)
- Phaeochroa cuvierii maculicauda (Griscom, 1932)
- Phaeochroa cuvierii roberti (Salvin, 1861)
- Phaeochroa cuvierii saturatior (Hartert, 1901)